# Garissa
Garissa (in somalo Gaarisa) è una città  del Kenya, capoluogo dell'omonima contea.

## Università
Nella città è presente anche un'università, oggetto di un attacco terroristico il 2 aprile 2015.

## Infrastrutture e trasporti
Nel territorio comunale ha sede anche un aeroporto: Garissa (codice ICAO: HKGA, codice IATA: GAS).